# 布萊斯新光唇魚
布萊斯新光唇魚（学名：Neolissochilus blythii）为輻鰭魚綱鯉形目鲤科的其中一種，分布於亞洲緬甸Tenasserim省，體長可達5公分，棲息在中底層水域。